# جين قشلاقي (نير)
جين‌ قشلاقي هي قرية في مقاطعة نير، إيران. عدد سكان هذه القرية هو 321 في سنة 2006.